# Gare de Locarno
Ne doit pas être confondu avec Gare de Locarno FART.
La gare de Locarno est une gare ferroviaire située sur le territoire de la commune suisse de Muralto, au bord du lac Majeur, dans le canton du Tessin. Elle assure la desserte ferroviaire de la commune voisine de Locarno, dans le canton du Tessin. 
Les deux communes sont séparées par la rivière Torrente Ramogna dont l'embouchure dans le lac Majeur est située à une centaine de mètres au sud de la gare.

## Situation ferroviaire
Établie à 205 mètres d'altitude, la gare de Locarno est située au point kilométrique 171,94 de la ligne de Bellinzone à Locarno (les points kilométriques de cette ligne étant comptés depuis Lucerne, gare tête de la ligne du Gothard).
La gare est dotée de deux quais et de six voies dont trois sont bordées par un quai.

## Histoire
La gare de Locarno a été mise en service en même temps que la ligne de Bellinzone à Locarno en 1874.
Depuis 1990, la gare de Locarno est divisée en deux gares distinctes. La gare des CFF est restée telle quelle tandis que la gare de la ligne de chemin de fer Domodossola-Locarno a été reconstruite en souterrain. Cette nouvelle gare, avec la nouvelle section souterraine de Locarno à la gare de San Martino, a été inaugurée le 17 décembre 1990,. 
Avant que la gare ne soit modifiée, les trains à voie métrique stationnaient au niveau d'une plate-forme séparée sur le parvis de la gare. Lors de la mise en souterrain de la ligne à écartement métrique sous Locarno, la gare Locarno FART a gagné un nouveau quai et a été placée au niveau des anciennes gares de marchandises des deux lignes de chemin de fer. La ligne est aujourd'hui exploitée par les Ferrovie Autolinee Regionali Ticinesi.

## Service des voyageurs

### Accueil
Gare des CFF, elle dispose d'un bâtiment voyageurs abritant de nombreuses commodités dont un guichet de vente CFF ainsi qu'une galerie commerciale.
La gare est accessible aux personnes à mobilité réduite. Un parc relais de 130 places permet le stationnement des automobiles à proximité directe de la gare.

### Desserte

#### Grandes lignes
Depuis le changement d'horaire du 5 avril 2021, le Südostbahn assure un train InterRegio chaque heure entre Locarno et Arth-Goldau, prolongés alternativement vers Bâle ou Zurich.
- 26 Bâle CFF – Olten – Lucerne – Arth-Goldau – Schwyz – Brunnen – Flüelen – Erstfeld – Göschenen – Airolo – Ambri-Piotta – Faido – Lavorgo – Bodio – Biasca – Castione-Arbedo – Bellinzone – Giubiasco – Cadenazzo – Tenero – Locarno
- 46 Gare centrale de Zurich – Zoug – Arth-Goldau – Erstfeld – Göschenen – Airolo – Ambri-Piotta – Faido – Lavorgo – Bodio – Biasca – Castione-Arbedo – Bellinzone – Giubiasco – Cadenazzo – Tenero – Locarno

#### RER Tessin
La gare de Locarno fait également partie du réseau express régional tessinois, assurant des liaisons rapides à fréquence élevée dans l'ensemble du canton du Tessin. Elle est, à ce titre, desservie chaque demi-heure par la ligne S20 circulant de Castione-Arbedo à Locarno via Bellinzone ainsi que la ligne RegioExpress RE80 reliant chaque demi-heure Locarno à Lugano et Chiasso via le tunnel de base du Ceneri. La ligne est prolongée toutes les heures jusqu'à la gare de Milan-Centrale.
- RE80 Locarno - Tenero - Cadenazzo - Lugano - Lugano Paradiso - Mendrisio - Chiasso (- Côme San Giovanni - Seregno - Monza - Milan-Centrale)
- S20 Castione-Arbedo - Bellinzone - Giubiasco - Cadenazzo - Locarno

### Intermodalité

#### Gare de Locarno FART
La gare de Locarno est en correspondance directe avec la gare de Locarno FART, terminus des trains régionaux et panoramiques circulant sur la ligne à écartement métrique Locarno-Camedo-Domodossola. 

#### Funiculaire Locarno–Madonna
La gare aval du funiculaire Locarno–Madonna, baptisée Locarno Funicolare, est située une centaine de mètres au sud de la gare ferroviaire. Il circule tous les jours suivant une cadence au quart ou à la demi-heure suivant les jours et l'heure de la journée. 

#### Lignes maritimes
La gare de Locarno est située à une centaine de mètres du port de Locarno NLM, où accostent des bateaux naviguant sur le lac Majeur. Le port est desservi par une ligne ralliant Tenero-Contra et Magadino ainsi qu'une autre ligne vers Brissago.

#### Lignes urbaines et interurbaines
La gare de Locarno présente deux points d'arrêt pour les autobus et autocars. Celui  devant l'entrée de la gare est baptisé Locarno, Piazza Stazione tandis que celui situé directement sur la route s'appelle Locarno, Stazione.
Trois lignes urbaines des FART desservent la gare, à savoir les lignes 1, 3, 4 et 7. Elles assurent une desserte fine de la ville et des localités voisines.
Elle est également desservie par plusieurs lignes régionales des FART, à savoir les 312 vers Mergoscia, 314 vers Ronco sopra Ascona, 315 vers Cavergno et 316 vers Brissago ainsi que de CarPostal avec les 321 vers Sonogno et 324 vers Spruga.
Enfin, la gare de Locarno est desservie par la ligne interurbaine 311, assurée par CarPostal et les FART, assurant la liaison avec la gare de Bellinzone via les localités intermédiaires.